# Eiconaxius kermadecensis
Eiconaxius kermadecensis är en kräftdjursart som först beskrevs av Charles Chilton 1910.  Eiconaxius kermadecensis ingår i släktet Eiconaxius och familjen Axiidae. Inga underarter finns listade i Catalogue of Life.